# BBC World Service
BBC World Service, là đài phát thanh ngoại giao và truyền hình với hơn 40 ngôn ngữ trên thế giới qua các nền tảng như đài tương tự và sóng ngắn kỹ thuật số, internet trực tuyến, podcast, truyền hình vệ tinh, DAB, FM và MW. Vào tháng 11 năm 2016, BBC thông báo rằng họ sẽ bắt đầu phát sóng bằng các ngôn ngữ khác bao gồm tiếng Amharic và Igbo. Năm 2015, BBC World Service đạt trung bình 210 triệu người mỗi tuần (qua TV, đài phát thanh và trực tuyến). BBC World Service phát sóng 24 giờ mỗi ngày bằng Tiếng Anh.
BBC World Service được tài trợ bởi phí giấy phép truyền hình của Vương quốc Anh, quảng cáo hạn chế và lợi nhuận của BBC Studios. Dịch vụ này cũng được đảm bảo 288 triệu bảng Anh (được phân bổ trong khoảng thời gian năm năm kết thúc vào năm 2020) từ chính phủ Vương quốc Anh. BBC World Service được tài trợ trong nhiều thập kỷ bằng cách viện trợ thông qua Văn phòng Ngoại giao và Liên bang của Chính phủ Anh đến ngày 1 tháng 4 năm 2014.
BBC World Service Tiếng Anh duy trì 8 nguồn cấp dữ liệu khu vực khác nhau với một số chương trình, bao gồm: Đông và Nam Phi; Tây và Trung Phi; Châu Âu và Trung Đông; Châu Mỹ và Caribê; Đông Á; Nam Á; Úc; Vương quốc Anh. Ngoài ra còn có hai luồng riêng biệt trực tuyến với một luồng được định hướng tin tức nhiều hơn, được gọi là News Internet.
Người điều hành BBC World Service Tiếng Anh là Mary Hockaday.